# 日高六郎
日高 六郎（ひだか ろくろう、1917年1月11日 - 2018年6月7日）は、日本の社会学者。進歩的文化人の一人である。英文学者日高八郎の兄。

## 来歴・人物
中国の青島市に生まれる。東京高等学校 (旧制)を経て、東京帝国大学文学部社会学科に進学し、1941年、卒業論文「個人と社会」をまとめ、卒業。尾高邦雄の教え子。
陸軍に召集されるが肺炎のため4ヶ月で除隊。その後、東京帝国大学文学部助手になり、1944年の秋から海軍技術研究所の嘱託として政治情勢の調査研究に携わっている。
戦後は東京大学新聞研究所助教授になり文学部社会学科の兼任を経て、1960年に新聞研究所教授となる。ベトナム戦争に反対し脱走米兵を援助する運動に参加して自宅で脱走兵を匿った。1969年には東大紛争での機動隊導入に抗議して東京大学教授を辞職。1971年に渡仏した。
また1968年2月金嬉老事件の際、鈴木道彦や中野好夫、中嶋嶺雄、宇野重吉らと共に銀座東急ホテルで「金さんへ」という呼びかけで始まる文書をとりまとめて、後日文化人・弁護士5人がその文書を吹き込んだテープを持って、金嬉老を訪ね会見した。
1974年日高が帰国中に妻がフランス警察に日本赤軍との関係を疑われ取り調べを受ける。容疑は晴れて釈放されたが、フランス政府は1989年まで日高夫妻に長期滞在ビザを発給しなかった。1976年に、思想の科学研究会で交流のある鶴見俊輔の勧めで京都精華短期大学教授に就任する。
1981年1月から10月までの予定でオーストラリアの大学から客員教授として招かれたが、出国直前にオーストラリア政府からビザの発給を拒否されたことがあった。
1989年にフランスの自宅に戻る。2006年日本に帰国。
中部大学教授、神奈川人権センター理事長を歴任。
2018年6月7日、京都市左京区の有料老人ホームで老衰のため死去。101歳没。
谷川雁は後輩。

### 海軍技術研究所での仕事
日高によると、1945年の4月から5月の間に海軍技術研究所(技研)から時局の現状について率直かつ自由に書く課題を与えられた。課題提出前の報告会で、世界の情勢は脱植民地、民主主義に向かっており敗戦後のアジア情勢を考えた場合、無条件降伏を要求される前に朝鮮の独立、台湾の中国返還を約束し、中国や東南アジアから日本軍は撤退して連合国によるアジアの再植民地化を牽制するべきと主張した所、同席していた平泉澄に「議論の進めかたが、皇国精神から出発せず、世界の大勢から説きおこしている」「それは皇国精神の否定以外のなにものでもない」と言われ、議論にまったく賛成できないと全面的に否定され、現状を打開する道は国体の本義に徹する以外にないと叱責された。課題は7月に「国策転換に関する所見」として提出したが、8月12日に技研から呼び出しを受け、海軍の意見と全く異なるという理由で解職された、とされている。
尾高邦雄によると、日高は尾高と共に技研に嘱託で勤務し、戦中は厭戦思想の研究、戦争末期はソ連と中国共産党を仲介に戦争を終結させる計画に参加した。講和によって戦争終結を早める提言を共同で提出したところ最高顧問に厳しく非難され、それに反論した日高は翌日技研をクビになった、とされている。

### ビザ発給拒否
国際交流基金の援助で、1981年の1月から10月までオーストラリアのメルボルンのラトローブ大学とモナシュ大学に客員教授として招聘されていたが、日本政府から旅券は発給されたにもかかわらず出発直前になってオーストラリア政府から日高夫妻のビザの発給を拒否された。原因は、1974年にパリの日高夫妻の邸宅で日本赤軍のメンバーが会議を開いたという噂があり、それに関与した疑いで夫人がフランス警察に取り調べられたことによる。後日疑いは晴れて釈放された。日高が日本に帰国中の出来事だった。
1981年7月28日付けのジョン・メナデュー（オーストラリア移民省次官）による日高宛の書簡では、入国拒否の理由は日本赤軍との関係であると説明されていた。1981年12月2日のオーストラリアン紙に掲載されたインタビューでイアン・マクフィー（移民相）は、黒田瑞夫（駐オーストラリア大使）が日高氏を入国させることはありえないことだと述べたと語った。
このビザ発給拒否問題については日豪両国の多数の知識人から政府に抗議があり、日高本人には2年半後、妻には5年半後にビザは発給された。

### 『言論の自由』問題
日高が理事長を務めていた「社団法人神奈川人権センター」が、1997年1月29日に予定されていた三浦商工会議所での新春経済講演会に櫻井よしこが講師として招かれることについて、同商工会議所に「従軍慰安婦問題で差別的発言をしている講師を招くことは参加者にも悪影響を与える。講師の選択につき再検討の余地があるのではないか」との申し入れ書を27日に送付する。これを受けた、慰安婦等の問題に触れない条件で公演を行なうとの28日付新聞記事が出るや、同商工会議所に抗議が殺到する。八木秀次によると、前年12月8日の兵庫県播磨町教育委員会主催による桜井の講演会が組織的な電話等で中止に追い込まれた問題は顧みられず、三浦商工会議所は神奈川人権センターの圧力に屈する格好で講演会の中止を決定した。

## 評価
- 同僚の東大教授の社会学者は、非マルクス主義で専門研究に閉じこもるなかで、学問と実践を統一しようと積極的活動をおこなう官学アカデミズムでは特異な存在であり[5]、日高は、非共産党・非マルクス主義社会学者であったが、『近代文学』『新日本文学』『婦人公論』など多岐にわたる執筆をおこなう脱領野性・ジャーナリスト性を持ち合わせ、東大文学部社会学科教授の官学アカデミズムの頂点ではなく、東大新聞研究所という周縁的位置ではあったが、それでも官学アカデミズムの中心（の周縁的位置）にいたため[5]、「社会的実践、脱領野性、ジャーナリスト性を官学アカデミズムと調停=学問と実践」の調停をすることは、容易ならざることであり、1958年に恩師の当時東大文学部社会学科教授尾高邦雄は、日高を以下のように評している[20]。

- 作田啓一は、清水幾太郎と日高を対比させ、日高の評論は「想像以上に社会学的であり、いくらか誇張すれば、時事的発言がそのまま彼の社会学の仕事となっている」と評している[21]。
- 林房雄から山田宗睦が1965年に刊行した『危険な思想家』に「この本は成功した第一号だ[22]」という「人工衛星的ほめ方[22]」の推薦文を寄せたことを批判されており[23]、竹内洋によると吉本隆明から山田や日高らは自分たちのネットワークを壊し孤立させようとしている学者を告発しているにすぎないと批判されている[24][注釈 1]。

## 著書

### 単著
- 『現代イデオロギー』（勁草書房、1960年）
- 『原水爆とのたたかい 平和の声まちに村に』（国土社、1963年）
- 『日高六郎教育論集』（一ツ橋書房、1970年）
- 『人間の復権と解放』（一ツ橋書房、1973年）
- 『戦後思想と歴史の体験』（勁草書房、1974年）
- 『戦後思想を考える』（岩波新書、1980年）
- 『私の平和論 戦前から戦後へ』（岩波新書、1995年）
- 『戦争のなかで考えたこと ある家族の物語』（筑摩書房、2005年）

### 編著
- 『日本人の思想と意識』（春秋社、1953年）
- 『現代心理学. 第6巻』（河出書房、1955年）
- 『マス・コミュニケーション講座. 第5巻』（河出書房、1955年）
- （福武直・高橋徹と共編）『講座社会学』全10巻（東京大学出版会、1957-58年）
- （北川隆吉と共編）『現代社会集団論』（東京大学出版会、1958年）
- （福武直・高橋徹と共編）『社会学辞典』（有斐閣、1958年）
- 『人間の研究. 第3巻』（有斐閣、1959年）
- 『社会学論集. 理論篇』（河出書房新社、1959年）
- 『1960年5月19日』（岩波新書、1960年）　石田雄、鶴見俊輔等と共著
- 『マス・レジャー叢書. 第2』（紀伊国屋書店、1961年）
- 『20世紀を動かした人々. 第15』（講談社、1963年）
- 『近代主義』（現代日本思想大系第34巻）（筑摩書房、1964年）
- （佐藤毅と共編）『にっぽん診断』（三一新書、1964年）
- （福武直と共編）『倫理・社会』（学生社、1964年）
- （木下順二・野間宏と共編）『知識人の思想と行動 : 新しい連帯のために』（麦書房、1964年）
- （依田新・木原健太郎と共編）『講座マス・コミュニケーションと教育』全3巻（明治図書出版、1965年）
- 『講座社会と倫理. 第5巻』（日本評論社、1966年）
- 『現代日本の思想 : 戦争と日本人 シンポジウム』（三省堂新書、1967年）
- （佐藤毅・稲葉三千男と共編）『マス・コミュニケーション入門』（有斐閣、1967年）
- 『戦後思想の出発』（戦後日本思想大系第1巻）（筑摩書房、1968年）
- （作田啓一と共編）『社会学のすすめ』（筑摩書房、1968年）
- （城塚登と共編）『岩波講座哲学. 第5』（岩波書店、1969年）
- （田中寿美子と共編）『現代婦人問題講座. 第1』（亜紀書房、1969年）
- 『マスコミ : 戦後資料』（日本評論社、1970年）
- 『意識のなかの日本 : シンポジウム』（朝日新聞社、1972年）
- （徐龍達と共編）『大学の国際化と外国人教員』（第三文明社、1980年）
- 『サルトルとの対話』（人文書院、1980年）
- 『憲法改悪反対運動入門 : 青年よ銃をとるな』（オリジン出版センター、1981年）
- （高山英男と共編）『教育実践の記録. 別冊 1』（筑摩書房、1982年）
- （総評教宣局と共編）『私の戦争体験 : 若い世代に語りつぐ』（労働教育センター、1982年）
- （榎本貴志雄と共編）『21世紀への進路』（ミネルヴァ書房、1986年）
- 『戦後日本を考える』（筑摩書房、1986年）
- 『現代日本を考える』（筑摩書房、1987年）
- 『明日の日本を考える』（筑摩書房、1988年）
- 『世界のいまを考える』（筑摩書房、1989年）
- 『変わる世界を考える』（筑摩書房、1990年）
- 『激動する世界と日本を考える』（筑摩書房、1992年）
- 『教科書に書かれなかった戦争. part 19』（梨の木舎、1995年）
- （高畠通敏と共編）『21世紀私たちの選択』（日本評論社、1996年）
- 『国際化時代の人権入門』（神奈川人権センター、1997年）

### 共著
- 『社会科学研究. 第1』（鎌倉文庫、1948年）
- 国際社会科学協会編『社会科学講座. 第4巻』（二見書房）
- 東京大学社会学会編『現代社会学の諸問題 : 戸田貞三博士還暦祝賀紀念論文集』（弘文堂、1949年）
- 大塚久雄編『社会科学入門』（みすず書房、1949年）
- 荒正人編『知識人の探求』（河出書房、1949年）
- 清水幾太郎編『文化の思索』（糸書房、1949年）
- 『マックス・ウェーバー研究. 第1』（鎌倉文庫新社、1950年）
- 『思索叢書. 第4』（池田書店、1950年）
- 弘文堂編集部編『社会科学講座. 第5巻』（弘文堂、1951年）
- 牛島義友編『少年問題と科学』（有斐閣、1951年）
- 清水幾太郎編『日本の思想』（河出書房、1951年）
- 勝田守一編『岩波講座教育. 第3巻』（岩波書店、1952年）
- 創文社編集部編『新倫理講座. 第4巻』（創文社、1952年）
- 福武直・日高六郎『社会学 : 社会と文化の基礎理論』（光文社、1952年）
- 林恵海・臼井二尚編『教養講座社会学』（有斐閣、1953年）
- 桑原武夫ほか編『岩波講座文学. 第2』（岩波書店、1953年）
- 安藤良雄・高野雄一編『一般社会』（学生社、1953年）
- 遠山茂樹ほか編『日本資本主義講座 : 戦後日本の政治と経済. 第9巻』（岩波書店、1954年）
- 創文社編集部編『現代宗教講座. 第2巻』（創文社、1954年）
- 創文社編集部編『現代史講座. 別巻』（創文社、1954年）
- 勝田守一ほか編『現代道徳教育講座. 第1巻』（岩崎書店、1955年）
- 千葉雄次郎編『新聞』（有斐閣、1955年）
- 勝田守一ほか編『講座道徳教育. 第8巻』（牧書店、1956年）
- 『岩波講座現代思想. 第1巻』（岩波書店、1956年）
- 石黒修ほか編『ことばの講座. 第5巻』（東京創元社、1956年）
- みすず書房編集部編『社会科学入門』（みすず書房、1956年）
- 『岩波講座現代思想. 第8巻』（岩波書店、1957年）
- 『岩波講座現代思想. 第11巻』（岩波書店、1957年）
- 宗像誠也編『日本の教育』（毎日新聞社、1957年）
- 福武直編『日本の社会』（毎日新聞社、1957年）
- 『講座現代倫理. 第7巻』（筑摩書房、1958年）
- 阿部知二ほか編『講座現代芸術. 第3』（勁草書房、1958年）
- 国分一太郎・丸岡秀子編『教師生活』（新評論、1958年）
- 『講座現代倫理. 第11巻』（筑摩書房、1959年）
- 『岩波講座現代教育学. 第1巻』（岩波書店、1960年）
- 新評論編集部編『日本の教師にうつたえる. 第3』（新評論、1960年）
- 臼井吉見編『現代教養全集. 第23』（筑摩書房、1960年）
- 伊藤整・清水幾太郎編『近代日本思想史講座. 第3』（筑摩書房、1960年）
- 『岩波講座現代教育学. 第12』（岩波書店、1961年）
- 『岩波講座現代教育学. 第13』（岩波書店、1961年）
- 井汲卓一ほか編『講座現代のイデオロギー. 第5巻』（三一書房、1962年）
- 日本作文の会編『講座生活綴方. 第5巻』（百合出版、1963年）
- 『岩波講座現代. 第11』（岩波書店、1964年）
- 家永三郎編『現代日本思想大系. 第3』（筑摩書房、1965年）
- 桑原武夫ほか編『世界の思想. 第15』（河出書房新社、1965年）
- 家永先生の教科書訴訟を支援する市民の会編『変革への提言 : 国家は「私」を教育できるか』（学芸書房、1969年）
- 大久保典夫ほか編『戦後文学論争. 上巻』（番町書房、1972年）
- 『岩波講座現代都市政策. 2』（岩波書店、1973年）
- 久野収編『戦後日本思想大系. 15』（筑摩書房、1974年）
- 外山滋比古ほか編『人間の発見. 5』（三省堂、1974年）
- 久野収・神島二郎編『『天皇制』論集』（三一書房、1974年）
- （加藤周一と共著）『同時代人丸山眞男を語る』（世織書房、1998年）
- 井上ひさし・樋口陽一編『『世界』憲法論文選 : 1946-2005』（岩波書店、2006年）

### 訳書
- エーリヒ・フロム『自由からの逃走』（創元社、1951年）
- ヴァン・ローン（日高八郎と共訳）『人間の歴史の物語』上下（岩波少年文庫、1952年）
- W・J・H・シュプロット（城戸浩太郎と共訳）『社会学』（岩波書店、1956年）